# Faramea capulifolia
Faramea capulifolia är en måreväxtart som beskrevs av John Duncan Dwyer. Faramea capulifolia ingår i släktet Faramea och familjen måreväxter.
Artens utbredningsområde är Panamá. Inga underarter finns listade i Catalogue of Life.